# Olea capensis
Olea capensis L., 1753 è una pianta della famiglia delle Oleacee che cresce nelle foreste sempreverdi e miste dell'Africa subsahariana.
È conosciuto localmente con vari nomi, tra cui ironwood e loliondo. Può essere anche chiamato olivo del Capo o olivo dell'Africa orientale (dove è maggiormente utilizzato).

## Descrizione
Olea capensis è un albero alto fino a 40 m, con corteccia grigio chiaro, fessurata longitudinalmente. Il legno, pesante e a grana fine, è estremamente duro e resistente (tra l'altro, quasi inattaccabile per le termiti), da cui il nome ironwood (legno ferro).
Le foglie sono coriacee, ovate, acuminate, lunghe 4–9 cm; la faccia inferiore è più chiara.
I fiori, bianchi, molto piccoli, sono riuniti in infiorescenze.
I frutti sono drupe ellissoidali, simili alle olive prodotte da Olea europaea.

## Distribuzione e habitat
Olea capensis prende nome dal Capo di Buona Speranza, ma cresce in tutta l'Africa meridionale e centrale a sud del Sahara (dalla Sierra Leone alla Somalia); è presente anche in Madagascar e nelle isole Comore .
Tipicamente cresce, sparso nelle foreste, a quote medie o elevate. Per esempio, in Kenya si trova nella Foresta Mau, in Tanzania cresce tra i 750 e 2600 m, tra l'altro sulle pendici del Kilimanjaro .

## Tassonomia
L'IPNI riconosce due sottospecie, Olea capensis hochstetteri e Olea capensis welwitschii. Altri considerano anche la sottospecie Olea capensis macrocarpa (sin. Olea macrocarpa).

## Usi
Il legno di Olea capensis, benché difficile da lavorare, è apprezzato per la sua resistenza e viene largamente usato nell'artigianato, in falegnameria e persino nella costruzione di edifici. Inoltre viene usato anche per produrre carbone.
Foglie e frutti vengono usati come mangime per gli animali, ma, a differenza di Olea europaea, i frutti non vengono normalmente usati per l'alimentazione umana.
La corteccia trova impiego nella medicina popolare di alcuni paesi africani.

## Coltivazione
Olea capensis viene talvolta coltivato nelle regioni d'origine.